# Lepidium lacerum
Lepidium lacerum là một loài thực vật có hoa trong họ Cải. Loài này được C.A. Mey. mô tả khoa học đầu tiên năm 1831.